# 미야케 지청

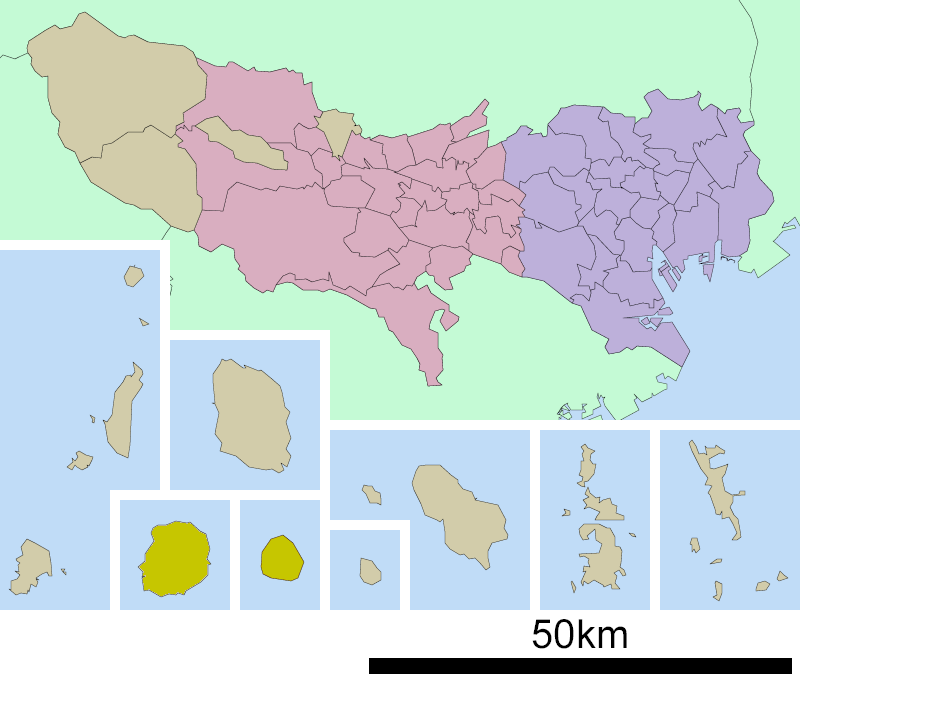
미야케 지청의 위치

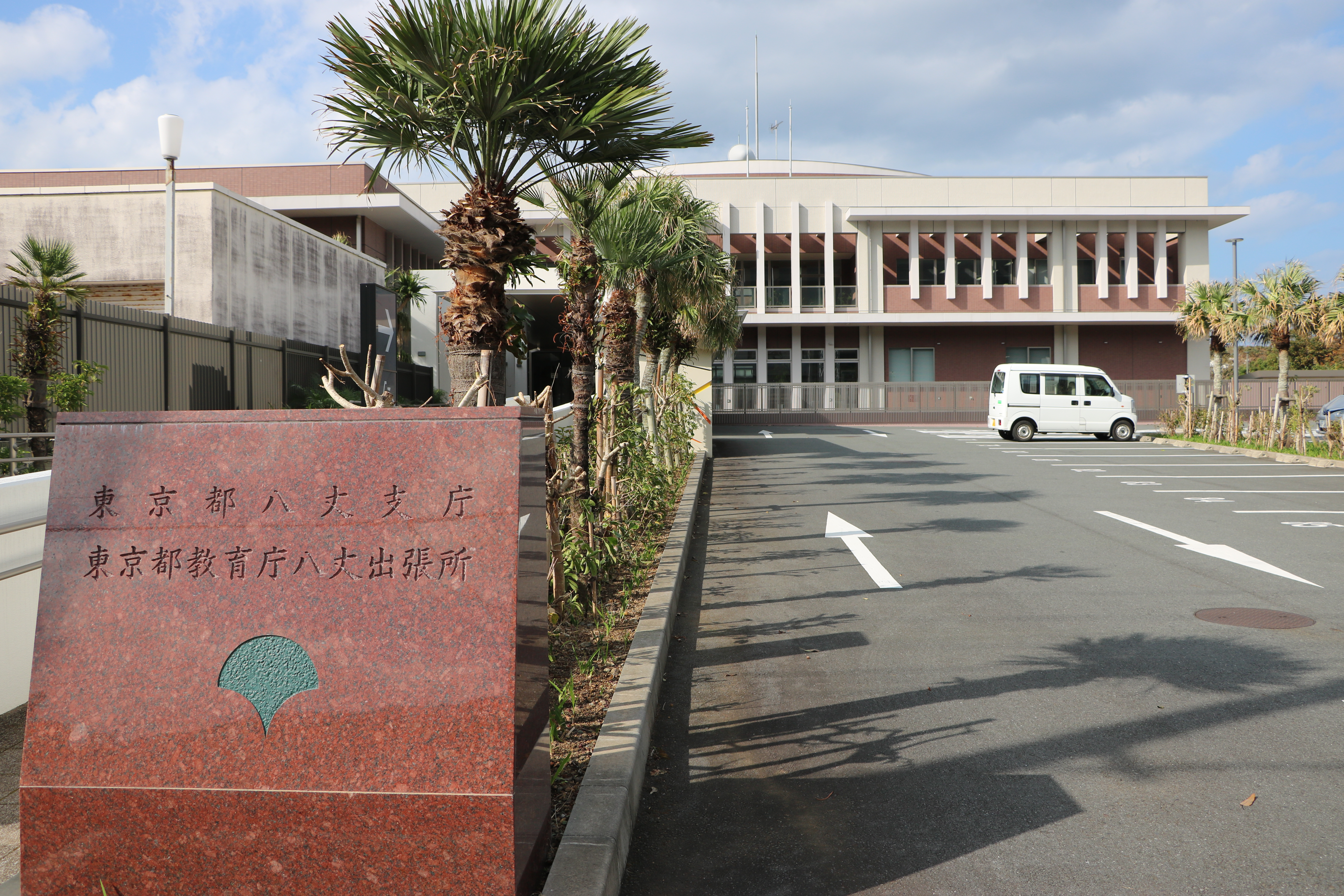
미야케 지청 관공서

미야케 지청(일본어: 三宅支庁, みやけしちょう)은 도쿄도의 지청이다. 기구는 도쿄 도 총무국에 속한다.
지청은 이즈 제도의 다음 촌들을 포함한다.
- 미야케촌
- 미쿠라지마촌

주요 화산의 폭발 때문에 미야케섬의 주민들은 모두 2000년 9월부터 다른 곳으로 대피하였다. 화산이 폭발한 지 4년 후인 2005년 1월에 주민들이 돌아와 거주하는 것이 허락되었다.

## 역사
- 1920년: 미야케섬과 미쿠라섬의 도역소가 폐지되었다. 오시마 도청이 이들을 관할하게 되었다. 출장소가 미야케섬에 설치되었다.
- 1926년: 오시마 도청이 오시마 지청으로 개칭되었다.
- 1943년: 미야케 출장소가 미야케 지청으로 분리, 독립되었다.